# سوزانا سابو
سوزانا سابو (بالمجرية: Szabó Zsuzsanna)‏ هي لاعبة كرة قدم مجرية، ولدت في 3 أبريل 1991 في بودابست في المجر. لعبت مع MTK Hungária FC (women) ‏.

## وصلات خارجية
- سوزانا سابو على موقع الاتحاد الأوربي (الإنجليزية)
- سوزانا سابو على موقع اتحاد المجر (الهنغارية)
- سوزانا سابو على موقع قاعدة بيانات كرة القدم.إي يو (الإنجليزية)